# 黑顶钝头蛇
黑顶钝头蛇（学名：Pareas nigriceps）一种分布于中华人民共和国云南省西部高黎贡山地区的蛇，隶属于钝头蛇科钝头蛇属。

## 形态特征
黑顶钝头蛇体长约为40～50厘米，少数能超过60厘米。背面为赤黄色或红褐色，分布有规则的黑色椭圆条纹或长条纹，腹部呈淡黄色，泛有绿色光泽。头部顶端有一个较大的黑色椭圆形斑纹，是本种主要的鉴别特征。

## 保护
本种于2023年被收录入《有重要生态、科学、社会价值的陆生野生动物名录》。